# Explosionsschutzdokument
Im Explosionsschutzdokument muss der Arbeitgeber Gefährdungen durch gefährliche explosionsfähige Gemische bei der Dokumentation der Gefährdungsbeurteilung besonders ausweisen.
Dies ergibt sich aus der Gefahrstoffverordnung, wonach der Arbeitgeber im Rahmen einer Gefährdungsbeurteilung auch feststellen muss, ob die verwendeten Stoffe, Gemische und Erzeugnisse bei Tätigkeiten zu Explosionsgefährdungen führen können.
Auch die Betriebssicherheitsverordnung nimmt Bezug auf das Explosionsschutzdokument.
Aus dem Explosionsschutzdokument muss insbesondere hervorgehen,
1. dass die Explosionsgefährdungen ermittelt und einer Bewertung unterzogen worden sind,
2. das Explosionsschutzkonzept,
3. ob und welche Bereiche in Explosionsschutzzonen eingeteilt wurden,
4. für welche Bereiche besondere Explosionsschutzmaßnahmen getroffen wurden,
5. wie die Zusammenarbeit verschiedener Firmen geregelt ist und
6. welche Überprüfungen technischer Schutzmaßnahmen und welche Prüfungen zum Explosionsschutz durchzuführen sind.

Die Form des Explosionsschutzdokumentes ist nicht vorgeschrieben. Es können alle relevanten Dokumente hinzugefügt werden, die zur Bewertung einer Explosionsgefahr nützlich sind: Gefahrstoffkataster, Liste explosionsgeschützter Geräte, Gefährdungsbeurteilungen, Betriebsanleitungen, Betriebsanweisungen, Alarm- und Gefahrenabwehrplan.